# Ebba Wieder
Ebba Wieder (født 13. juli 1998) er en svensk professionel fodboldspiller, der spiller for den svenske Damallsvenskan fodboldklub FC Rosengård.

## Meritter
Rosengård
Vinder
- Damallsvenskan (2): 2013, 2014, 2015
- Svenska Supercupen: 2015

Sølv
- Svenska Cupen: 2014–15